# Víctor Ruiz (football, 1969)
Pour les articles homonymes, voir Víctor Ruiz.
Víctor Ruiz, né le 7 juin 1969 à Santiago Tepeyahualco (es), est un footballeur international mexicain évoluant au poste de milieu de terrain.

## Biographie

### En club
Formé au poste de milieu de terrain, Víctor Ruiz commence le football en 1992 au sein du club mexicain du Cruz Azul FC. Il rejoint ensuite le Deportivo Toluca FC en 1996, puis le Club Necaxa, où il achève sa carrière en 2006.

### En sélection
Avec l'équipe du Mexique, il est pour la première fois sélectionné en 1993 face au Costa Rica (victoire 2-1). Il marque son premier but contre la Colombie lors d'un match amical (nul 2-2).
Víctor Ruiz participe à la Coupe des confédérations 2001 où il marque un but contre la Corée du Sud (défaite 2-1) ; son équipe est éliminée au premier tour.
Il achève sa carrière internationale le 20 juin 2001, contre le Honduras, lors des tours préliminaires de la Coupe du monde 2002 (défaite 3-1), où il marque son 6e et ultime but en sélection.

## Buts internationaux
| # | Date              | Lieu                                                   | Adversaire        | Score | Résultat | Compétition                                   |
| - | ----------------- | ------------------------------------------------------ | ----------------- | ----- | -------- | --------------------------------------------- |
| 1 | 30 novembre 1995  | Stade national, San José, Costa Rica                   | Colombie          | 2-0   | N 2-2    | Match amical                                  |
| 2 | 3 septembre 2000  | Stade Rommel Fernández, Panama, Panama                 | Panama            | 1-0   | V 2-0    | Tours préliminaires de la Coupe du monde 2002 |
| 3 | 27 septembre 2000 | Spartan Stadium, San José, États-Unis                  | Bolivie           | 2-0   | V 2-0    | Match amical                                  |
| 4 | 8 octobre 2000    | Stade Azteca, Mexico, Mexique                          | Trinité-et-Tobago | 4-0   | V 7-0    | Tours préliminaires de la Coupe du monde 2002 |
| 5 | 1er juin 2001     | Stade d’Ulsan Munsu, Ulsan, Corée du Sud               | Corée du Sud      | 1-1   | D 1-2    | Coupe des confédérations 2001                 |
| 6 | 20 juin 2001      | Stade Olímpico Metropolitano, San Pedro Sula, Honduras | Honduras          | 1-2   | D 1-3    | Tours préliminaires de la Coupe du monde 2002 |